# Голник
Голник (словен. Golnik) — поселення в общині Крань, Горенський регіон, Словенія. Висота над рівнем моря: 557,9 м.